# Juan Valer Sandoval
Juan Alfonso Valer Sandoval (Tumbes, 1958 - Lima, 22 de abril de 1997) fue un militar peruano, miembro del Comando Chavín de Huántar. Lideró la Operación Chavín de Huántar, falleciendo durante dicha acción militar. Por su labor, ha sido declarado héroe nacional

## Desarrollo profesional
Egresó de la Escuela Militar de La Victoria con el grado de subteniente, en enero de 1978, perteneciente a la Promoción "Teniente Luis García Ruiz", fue integrante de la gloriosa arma de Infantería. 
Cuatro años después fue ascendido a teniente del ejército peruano, y en 1984 ingresó a la Escuela de Comandos del Ejército. Su preparación incluyó manejo de explosivos, curso de anfibios, técnicas de rescate de rehenes e intervenciones rápidas, supervivencia y pruebas de arrojo y valor, paracaidismo y escalamiento de montañas. Obtuvo el primer puesto y se le concedió la insignia "Pachacútec", máximo galardón de un comando.
Llegó a ser Jefe de Compañía de la promoción XLVI el año 1991 del Colegio Militar Leoncio Prado, teniendo el grado de Capitán del Ejército Peruano, a quienes comandó durante un año.
Dentro de sus encargos más destacados, se encuentra el haber sido designado como Jefe de Batallón de Cadetes del Colegio Militar Leoncio Prado, Primer Colegio Militar de la República. En honor a ello, la LVII Promoción de Ex Cadetes de la citada casa de estudios lleva su nombre.

## Participación en la operación Chavín de Huántar
Encontró la muerte en el cumplimiento de su misión durante la incursión del Comando Chavín de Huántar para el rescate de rehenes de la residencia del embajador japonés Morihisa Aoki en Lima, por el grupo terrorista MRTA el 22 de abril de 1997.
En su uniforme se encontró una carta que escribió a su familia: "Al escuchar la carta, sabrán que, como consecuencia del rescate he perdido la vida. Espero que los objetivos se hayan logrado porque por ello hemos trabajado y muchas veces dejado responsabilidades en nuestra querida Escuela Superior de Guerra", anotó y Agrega la frase, "Toca a mi patria y me convierto en fiera, y si debo morir por verla Libre y soberana, lo haré sin dudarlo". Por último, expresa: "Pido a todo el mundo que me recuerde como el Comando Valer".

## Distinciones
- 2005: Declarado héroe y mártir de la Pacificación Nacional del Perú.[2]
- 2007: Creación de colegios militares en Junín y Tumbes con su nombre.
- 2017: Héroe de la Democracia, otorgado por el Congreso de la República.[3]
- 2018:  Orden Militar de Ayacucho, otorgado por el presidente Pedro Pablo Kuckzynski.
- 2018:Defensor de la Democracia, compartido con los mineros constructores de los túneles. Otorgado por el Congreso de la República.
- 2019:  Gran Cruz y Gran Oficial, medallas de honor otorgadas por el presidente Martín Vizcarra.[4]